# ARIES
ARIES(Algorithms for Recovery and Isolation Exploiting Semantics)는 IBM 펠로 C. Mohan이 발명한 데이터베이스 복구 알고리즘이다. IBM DB2, 마이크로소프트 SQL 서버, 그리고 수많은 기타 데이터베이스 시스템에서 사용되고 있다.
- 로그 선행 기입(Write-ahead logging)
- Repeating history during redo
- Logging changes during undo